# Louis Cloots
Louis Cloots is een Belgisch jiujitsuka.

## Levensloop
Cloots is woonachtig in Berchem en aangesloten bij JCC Keerbergen.
Hij behaalde een zilveren medaille op de wereldkampioenschappen van 2018 in de gewichtsklasse -62kg in het Zweedse Malmö, twee jaar eerder (2016) behaalde hij brons in deze gewichtsklasse in het Poolse Wrocław.
In 2017 behaalde Cloots brons op de Europese kampioenschappen in het Duitse Maintal. Hij nam dat jaar ook deel aan de Wereldspelen.